# Comuna Kîblearî, Ujhorod
Kîblearî (în ucraineană Кибляри) este o comună în raionul Ujhorod, regiunea Transcarpatia, Ucraina, formată din satele Haidoș, Kîblearî (reședința) și Linți.

## Demografie
Componența lingvistică a comunei Kîblearî
     Ucraineană (99,21%)
     Alte limbi (0,79%)
Conform recensământului din 2001, majoritatea populației comunei Kîblearî era vorbitoare de ucraineană (99,21%), existând în minoritate și vorbitori de alte limbi.